# Jonathan Ridgeon
Jonathan Ridgeon (Reino Unido, 14 de febrero de 1967) es un atleta británico, especializado en la prueba de 110 m vallas en la que llegó a ser subcampeón mundial en 1987.

## Carrera deportiva
En el Mundial de Roma 1987 ganó la medalla de plata en los 110 metros vallas, con un tiempo de 13.29 segundos, llegando a la meta tras el estadounidense Greg Foster y por delante de su compatriota el también británico Colin Jackson.